# Puente ferroviario de Conwy
El puente ferroviario de Conwy (nombre original en inglés: Conwy Railway Bridge; en ocasiones escrito impropiamente como Conway) permite el cruce de la Línea Férrea de la Costa Norte de Gales a través del río Conwy, entre la conexión ferroviaria de Llandudno y la ciudad de Conwy. El puente tubular de hierro forjado, catalogado como monumento clasificado de Grado I, fue construido en el siglo XIX. Es el último ejemplo sobreviviente de este tipo de puentes diseñado por su inventor, Robert Stephenson, después de que el puente Britannia original sobre el estrecho de Menai fuera parcialmente destruido por un incendio en 1970, siendo reconstruido como un puente en arco de celosía de dos niveles.
El puente ferroviario de Conwy fue diseñado por el ingeniero ferroviario Robert Stephenson en colaboración con William Fairbairn y Eaton Hodgkinson. La idea original era disponer un segundo puente colgante paralelo que complementara al puente colgante de Conwy, que había sido construido por Thomas Telford en 1826. Pero después del nombramiento de Stephenson como ingeniero jefe, se cambió el diseño porque se consideró que un puente colgante no era adecuado para el paso de los trenes por su excesiva flexibilidad, de manera que Stephenson y sus colaboradores idearon una innovadora estructura de viga en cajón de hierro forjado para salvar el río Conwy mediante un solo vano.
Los trabajos preliminares para la construcción del puente comenzaron en mayo de 1846. El arquitecto Francis Thompson revistió las torres situadas en cada extremo del puente para darles el aspecto de barbacanas, decorándolas con crestería, torretas, aspilleras y garitas, en una clara referencia al adyacente Castillo de Conwy. Inusualmente para la época, los dos tubos de hierro gemelos de la estructura (uno para cada vía) se completaron en tierra antes de izarlos a su posición definitiva entre las torres, para lo que se usaron pontones flotantes. El puente se inauguró oficialmente en 1849, y su éxito supuso un respaldó para la construcción del puente Britannia (inaugurado en 1850), una estructura similar pero de mayores dimensiones. Durante 1899, las secciones tubulares se reforzaron con columnas de fundición de hierro para reducir las tensiones soportadas por el vano sobre el río. En septiembre de 1950, el puente tubular de Conwy fue reconocido como un monumento clasificado de Grado I, que también goza de la consideración de monumento planificado (CN167).

## Historia

### Antecedentes
Durante la década de 1840, el Ferrocarril de Chester y Holyhead se comprometió a construir una línea de ferrocarril en la costa del norte de Gales entre Chester y Holyhead, en Anglesey. La línea mejoraría el transporte y las comunicaciones en la región, potenciando el tráfico entre Londres e Irlanda como parte de la red ferroviaria nacional que estaba en desarrollo.
La ruta requería cruzar el río Conwy junto al puente colgante de Conwy, construido dos décadas antes por Thomas Telford. Inicialmente, se consideró construir un segundo puente colgante, pero la gran flexibilidad inherente a este tipo de estructuras planteaba considerables desafíos para el tráfico ferroviario.
Robert Stephenson, ingeniero jefe del Ferrocarril de Chester y Holyhead, diseñó el novedoso puente tubular finalmente construido. Ideó una pareja de tubos rígidos gemelos de sección rectangular con capacidad para una vía cada uno, que se tenderían sobre el río Conwy para acomodar las dos vías en su interior. Los dos tubos, de sección en cajón, poseían la rigidez suficiente como para ser autoportantes sobre el tramo del río.
Stephenson también desplegó un puente tubular a mayor escala a través del estrecho de Menai entre la isla de Anglesey y el resto del territorio galés, que sería conocido como el puente Britannia. Mientras desarrollaba el diseño del puente de hierro forjado, Stephenson consultó a William Fairbairn (que tenía una amplia experiencia en el trabajo con este material), al matemático Eaton Hodgkinson y al ingeniero residente Edwin Clark.
Durante febrero de 1846, los encargados del proyecto presentaron su diseño a la empresa del ferrocarril, que aprobó que se acometiera un mayor desarrollo y experimentación para validar el diseño. Se construyeron varias secciones transversales, incluyendo una maqueta a escala 1/16 del puente Britannia (de 23,8 metros de longitud), equipada con un tubo de sección rectangular. Las pruebas incorporaron varias condiciones, incluidas viento y variaciones de temperatura. Los diseños tanto para el puente ferroviario de Conwy como para el puente Britannia fueron similares.

### Construcción

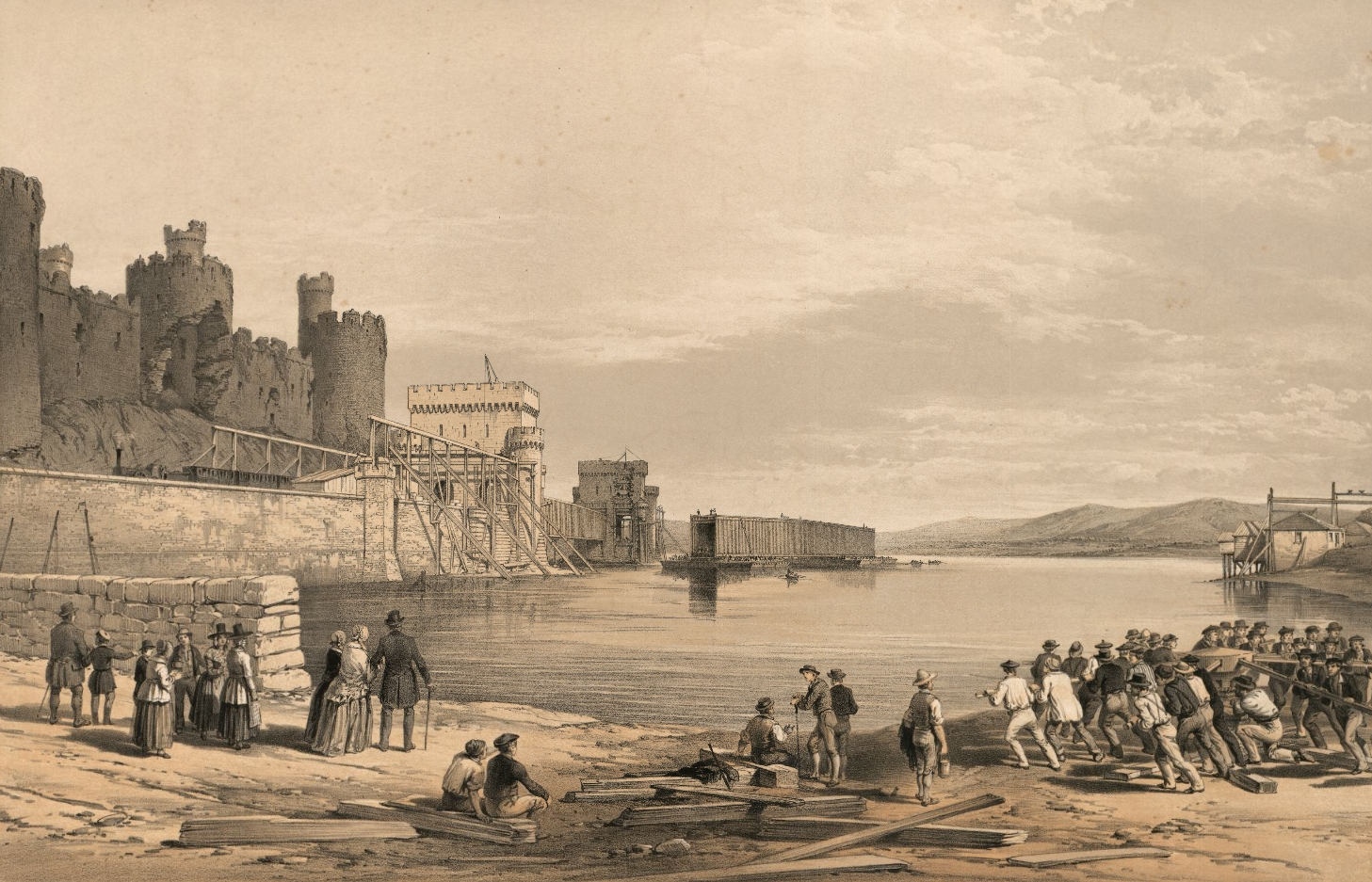
Litografía titulada "Puente de Conway [sic]", mostrando el segundo tubo de la viga cajón de hierro forjado siendo remolcada hacia su posición entre los estribos (septiembre de 1848)

Durante el mes de mayo de 1846 comenzaron los trabajos preliminares para iniciar las obras del puente. En ambas orillas se niveló el lecho rocoso subyacente cerca del nivel bajo el agua del río, para situar los cimientos de las torres. Como soporte adicional, se introdujeron pilotes de madera en la esquina sureste de la Torre de Conwy, donde la obra de mampostería se asentó sobre una plataforma situada unos 600 mm por debajo del nivel bajo del agua.
El arquitecto del proyecto, Francis Thompson, revistió las torres de cada extremo dándoles el aspecto de barbacanas, decorándolas con crestería, torretas, aspilleras y garitas para complementar al adyacente Castillo de Conwy, que ocupaba el promontorio situado junto al puente desde finales del siglo XIII. Tal como se diseñaron en un principio, los dos tubos deberían haberse decorado para parecerse a las paredes de un castillo, incluyendo elementos como matacanes, cornisas, marcapianos y aspilleras, pero finalmente se abandonó la colocación de decoraciones externas por motivos de gasto y de peso extra.
El contratista del puente fue William Evan. El trabajo de forja fue realizado por la empresa Easton & Amos. El 15 de junio de 1846 se colocó la primera piedra de las torres, que tenían previstos en su interior dos arcos gemelos cada una, a través de los cuales se podía acceder a los tubos del ferrocarril. La estructura de las dos vigas cajón era de hierro forjado, realizada a base de planchas de 16 mm de espesor unidas con remaches; los techos y las bases disponían de secciones celulares, mientras que los costados estaban realizados a base de perfiles laminados con refuerzos perimetrales. Cada uno de los tubos, que tienen 129,2 metros de largo y 4,4 metros de ancho, pesa unas 1.320 toneladas, habiendo sido realizados mediante técnicas de construcción naval. Una vez terminados en tierra, se unieron a unos pontones para poder flotar sobre el río, se remolcaron hasta colocarlos entre los estribos, y finalmente se izaron hasta su posición definitiva utilizando mecanismos hidráulicos accionados por máquinas de vapor. El 6 de marzo de 1848 se puso a flote el primer tubo, y su instalación tardó nueve días en completarse.

### Vida útil
El puente se inauguró oficialmente en 1849, aunque el primer tubo se abrió al tráfico durante el mes de abril de 1848. Stephenson quería probar la estructura, el primer cruce tubular, para asegurarse de que fuera capaz de soportar el peso de una locomotora y su material rodante. La prueba fue realizada por Fairbairn y logró resultados favorables. El puente respaldó efectivamente la construcción del puente Britannia, otro cajón metálico pero de dimensiones todavía mayores.
Durante 1899, las secciones tubulares se reforzaron con columnas de fundición de hierro para reducir las tensiones soportadas por el tramo que cruza el río, con el fin de poder dar paso a los trenes cada vez más pesados que se iban a utilizar en la ruta. La capacidad de soportar peso del puente en condiciones de seguridad ya se había excedido según un estudio realizado al efecto. Las columnas estaban equipadas con pórticos de inspección para facilitar el mantenimiento, pero durante la década de 2000 se consideraron innecesarias y se retiraron.
En septiembre de 1950, el puente tubular de Conwy fue reconocido como una estructura catalogada de Grado I. También ha sido reconocido como un monumento planificado (CN167), protegiéndolo como un activo histórico para la nación. Ya en el siglo XXI, el puente es el único ejemplo que se conserva de un puente tubular diseñado por Stephenson, dado que el puente Britannia original sufrió daños irreparables en 1970 debido a un incendio, y fue reconstruido como un puente en arco de celosía de dos niveles hecho de acero y hormigón.
Network Rail mantiene el puente como parte de la red ferroviaria británica. Su patrimonio está protegido y gestionado activamente por Cadw, la organización medioambiental histórica del Gobierno de Gales.